# Samuel M. Kootz
Samuel Melvin Kootz, né le 23 août 1898 à Portsmouth en Virginie et mort le 7 août 1982 à New York, est un écrivain, collectionneur et marchand d'art américain.

## Biographie
En 1930, il publie Modern American Painters, un premier texte sur les artistes américains contemporains. En 1943, avec New Frontiers in American Painting, il est le premier auteur d'une étude d'art sur l'Expressionnisme abstrait. En 1944, il devient marchand d'art, ouvrant sa galerie l'année suivante. En tant que galeriste, il défend les artistes émergents en 1947, Robert Motherwell et William Baziotes entre autres. La même année, la Kootz Gallery tient la première exposition aux États-Unis de l'œuvre de Picasso après la Seconde Guerre mondiale. En 1954, il organise dans sa galerie new-yorkaise la première exposition personnelle de Pierre Soulages.

## Publications
- Modern American Painters. New York: Brewer & Warren Inc., 1930 (OCLC 1329404).
- New Frontiers in American Painting. New York: Architectural Book Publishing Co., Inc., Distributed by Hastings House Publishers, 1943.
- Puzzle in Paint. New York: Crown Publishers, 1943.
- Puzzle in Petticoats. New York: Crown Publishers, 1944.